# Чачалака рудогруда
Чачалака рудогруда (Ortalis wagleri) — вид куроподібних птахів родини краксових (Cracidae). Вид названий на честь німецького біолога Йоганна Георга Ваглера.

## Поширення
Поширений на заході Мексики від південної Сонори на південь до північного заходу Халіско. Мешкає в тропічних листяних, напівлистяних і тернових лісах, а вздовж узбережжя — в мангрових заростях.

## Опис
Птах завдовжки від 62 до 67 см і вагою близько 834 г. Більша частина оперення від сіро-коричневого до оливково-коричневого кольору, але має каштанові живіт і кінчики хвоста. У нього гола рожева та блакитна шкіра навколо очей.

## Спосіб життя
Живе групами до 10 птахів. Харчується плодами дерев. Період розмноження припадає на червень. Розмір кладки зазвичай становить три яйця.